# Appalachian League
L'Appalachian League è una lega minore del baseball americano (livello: rookie), che opera nella regione che va tra la Virginia, Carolina del Nord, Virginia Occidentale e Tennessee. 
La stagione regolare va da luglio a settembre. Le vincenti di ogni division più la miglior classificata accedono ai playoff. Le semifinali e le finali sono al meglio delle tre partite.
La lega fu fondata nel 1937 e attualmente è divisa in 2 division: East e West per un totale di 10 squadre.
La squadra detentrice a fine stagione 2016 è i Johnson City Cardinals affiliata ai St. Louis Cardinals.